# Reformovaná katolická církev v Polsku
Reformovaná katolická církev v Polsku (polsky: Reformowany Kościół Katolicki w Polsce) je křesťanská církev starokatolické tradice působící v Polsku.
Reformovaná katolická církev v Polsku vznikla v letech 2006 až 2007. Názorově jde o liberálnejší církev. Povoluje svěcení žen a je také otevřena vůči LGBT. Církev je také otevřenejší vůči rozvodu. Vysluhuje sedm svátostí (křest, Eucharistie, biřmování, zpověď, manželství, kněžství a pomazání nemocných). Eucharistie se vysluhuje pod obojím (hostie i víno) a zpověď je společná (při bohoslužbě, podobně jako u luteránů) i soukromá (vyznání se knězi nebo biskupovi). Praktizuje taktéž modlitbu Lectio divina a modlitbu breviáře. Biskupem je Tomasz Puchalski. Církev má 11 farností a komunit.